# Roderos
Roderos es una localidad española, perteneciente al municipio de Villaturiel, en la provincia de León y la comarca de La Sobarriba, en la comunidad autónoma de Castilla y León. Perteneció a la antigua Hermandad de La Sobarriba. Consta su existencia desde el año 915. Situado en el margen derecho del río Porma, en la confluencia de este con el río Esla.

## Toponimia
Según el historiador leonés Sánchez Albornoz el nombre de Roderos aludía un topónimo de oficio (alusivo a una temprana especialización artesanal debido a la existencia de fabricantes de ruedas de carro allá por el siglo X), pero podría ser que esta interpretación no sea la acertada , según demuestra el filólogo Ángel Llamazares San Juan. Sobre este pueblo escribe Sánchez Albornoz: "el nombre de la aldea me inclina a suponer a sus moradores fabricantes de las típicas ruedas que todavía se usan en León, Asturias y Galicia".
El estudio detenido de Roderos lleva a determinar un nombre muy diferente para este pueblo. Su origen Rotarios tiene un estrecha relación con molinos ya que estos se construían sobre ríos, presas, regueros o rodos. Desde principios del siglo X hasta nuestros días se ha usado la raíz Rodh- para la designación de "hidrónimos" de esta zona. La vinculación de rodh- con el agua es clara en documentos medievales.
Para RODEROS proponemos una forma originaria Rotarios "los Regueros"; estaría formada por la raíz Rodh- "correr el agua" más el sufijo lat. -arios (arius en plural) todo ello para designar un lugar con una peculiaridad en el paisaje (en este caso rodeira o rudeira lugar por donde corren aguas torrenciales).

## Geografía

### Ubicación
| Noroeste: Villadesoto | Norte: San Justo de las Regueras | Noreste: Villaverde de Sandoval |
| Oeste: Villadesoto    |                                  | Este: Villaverde de Sandoval    |
| Suroeste Villarroañe  | Sur: Villanueva de las Manzanas  | Sureste: Villacelama            |

## Demografía
Evolución de la población
| Gráfica de evolución demográfica de Roderos entre 2000 y 2014      |
|                                                                    |
| Población de derecho (2000-2014) según el padrón municipal del INE |

## Historia
Las formas documentales más antiguas que hemos hallado de Roderos son las siguientes:
```
- El 31-XII-915 varios particulares venden al monasterio de S. Cosme y S. Damián de Abeliar una heredad de Villanueva de las manzanas; tal heredad se delimita así: 
"imprimis per illa karraria antiqua qui discurret de 
Rotarios
 pro ad Monasteriolo".

- El 11-IV-929 el rey 
Alfonso IV
 concede al mismo monasterio una serie de bienes, entre ellos la desaparecida 
villa de Naves
 cuyos límites antiguos se señalan así: 
"imprimis per illa karraria antiqua qui vadit de 
Rotarios
 pro ad Monasteriolo...et inda per illo rego qui venit de 
Rotarios
...et affiget ad 
Rotarios
."

- El 1-XII-959 Melic testa en favor del monasterio de Sahagún una serie de bienes: 
"...in 
Roteros
 cortes cum sautos et suats hereditates".

- El 13-VIII-998 se fecha una donación al monasterio de Abeliar: 
"... in uilla que uocitant 
Rodarios
, subtus adrio Sancti Saluatoris, corte inclusa cum casas... in supradicta villa 
Rodarios"
.

- El 25-II-1037 Arias Marnániz y su hermano Álvaro entregan al monasterio de S. Pedro diversas propiedades, entre ellas: 
"in 
Roderos
 corte cum suas hereditates".

- El 6-II-1096 María Vermuiz dona al monasterio de Sahagún: 
"una corte quam habeo in 
Roteros
 de mea comparacione".

- El 9-V-1776 el 
Papa Alejandro III
 confirma al monasterio de San Isidoro de León esta posesión: 
"in 
Roderos
 unam iugariam".
```